# Mantua (stad)
Mantua (Italiaans: Mantova) is een stad in de Italiaanse regio Lombardije, en hoofdstad van de gelijknamige provincie Mantua. De gemeente had een bevolking van 47.223 in december 2012. Mantua werd uitgeroepen tot "Hoofdstad van de Italiaanse cultuur 2016".

## Geschiedenis

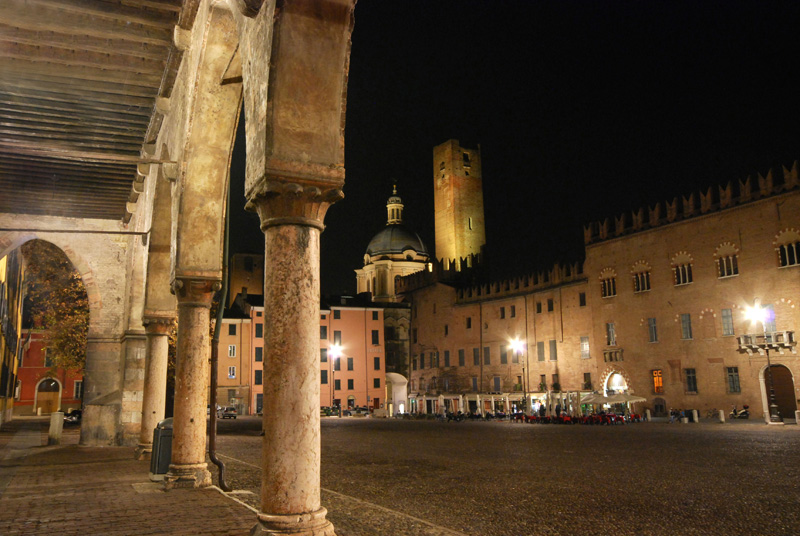
Het plein piazza Sordello

De stad werd gesticht in de 20e eeuw v.Chr. op de oevers van de Mincio. In de 6e eeuw v.Chr. was het een Etruskische stad. De naam is afgeleid van Mantus, een Etruskische god. De Romeinen overwonnen de stad tussen de Eerste en de Tweede Punische Oorlog.

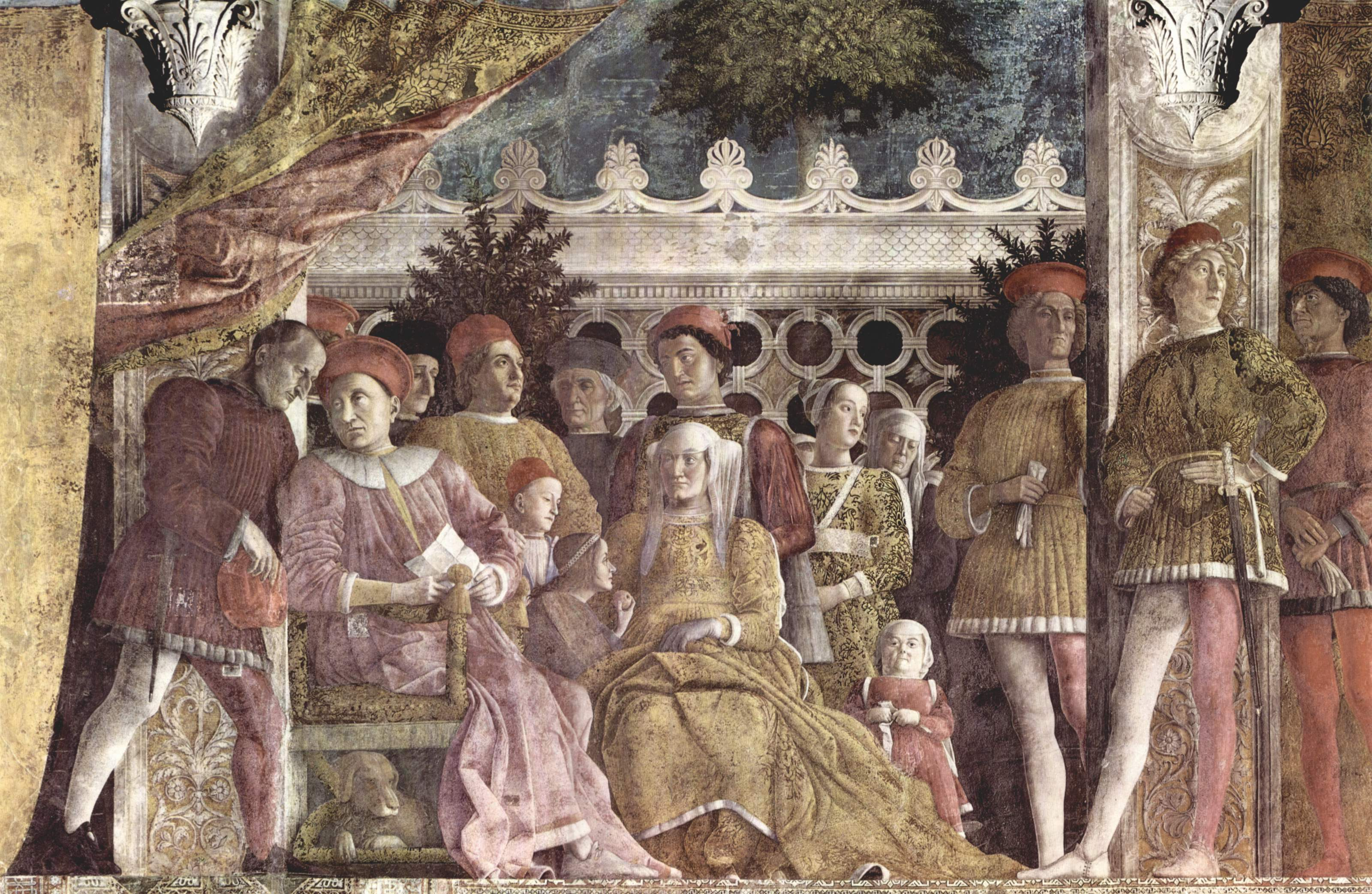
Fresco van Andrea Mantegna in het Palazzo Ducale

Mantua werd later overgenomen door de Goten, de Byzantijnen en de Franken (774). In 843 kwam Mantua in Midden-Francië te liggen. Dit rijk werd twaalf jaar later gesplitst en Lodewijk II van Italië werd koning van Italië en keizer. In 879 werd Karel III de Dikke koning van Italië. Drie jaar later werd hij ook koning en keizer van Oost-Francië (en ook West-Francië in 884). Vanaf 888 begon een periode van grote instabiliteit in Italië, tot keizer Otto I Italië binnenviel, tot koning van Italië werd gekroond en de orde herstelde. De reële macht van de koning van Italië en van de Oost-Frankische keizer zou in de volgende eeuwen echter verschrompelen.
In de elfde eeuw kwam het gebied in handen van de Canossa's. Met de dood van Mathilde van Canossa in 1115 stierf deze lijn uit. Mantua werd een autonome gemeente binnen het koninkrijk Italië.
Keizer Lotharius III, de laatste "koning van Italië" (1125-1137) was ook Duits keizer (1133-1137), maar ondertussen lag de macht in Noord-Italië duidelijk bij de stadstaten. De Heilige Roomse Keizers bleven zich echter bemoeien met de Italiaanse zaken. Dit eindigde in 1176, wanneer de eerste Lombardische Liga, waarin Mantua zich met andere Noord-Italiaanse steden had verenigd, keizer Frederik I Barbarossa overwon in de Slag bij Legnano. Zo konden de Noord-Italiaanse steden zich definitief loswrikken van het Heilige Roomse Rijk.
In 1328 kwam de familie Gonzaga aan de macht. In de strijd tussen de paus en de keizer van het Heilige Roomse Rijk stond Mantua aan de kant van de keizer, zoals duidelijk te zien is aan de Ghibellijnen op het Palazzo Ducale. Van 1600 tot 1608 was Pieter Paul Rubens in dienst in Mantua als hofschilder van een van de telgen van de Gonzaga-familie, nl. Vincenzo I Gonzaga, hertog van Mantua. Na de val van de Gonzaga-familie in 1708 werd het gebied overgenomen door Oostenrijk. Het stadje werd later nog eens overwonnen door Napoleon. Na de val van Napoleon werd het stadje door de koning van Sardinië toegevoegd aan het nieuwe verenigde Italië.
De stad bevat vele kunstwerken en architectonische meesterwerken. De belangrijkste bouwwerken in Mantua zijn het Palazzo Ducale en het Palazzo Tè, beide gebouwd in de periode dat de familie Gonzaga aan de macht was. Deze familie had een heilige: Aloysius van Gonzaga. Het Palazzo Ducale is regelmatig uitgebreid. Bijzonder daarbij is dat dit niet ten koste is gegaan van het bestaande paleis, zodat het nu een overzicht geeft van de verschillende bouwstijlen uit de 14e tot en met de 16e eeuw. De belangrijkste kamer in het Palazzo Ducale is de Camera degli Sposi, waar Andrea Mantegna de fresco's heeft verzorgd en de hedendaagse blootgelegde sinopia's (onderschetsen voor fresco's van Pisanello). Het Palazzo Tè is gebouwd als residentie voor Frederik II Gonzaga; de architectuur en de fresco's zijn van Giulio Romano in laat-renaissancestijl met trekjes van maniërisme.
Ook in de literatuur komt Mantua voor en wel in een van de beroemdste liefdesverhalen aller tijden. In 'Romeo and Juliet' (William Shakespeare) wordt Romeo vanuit Verona verbannen naar Mantua, omdat hij de neef van Julia, Tybalt, heeft gedood.
Ook Verdi's opera "Rigoletto" speelt zich af aan het Hof van Mantua.
De Romeinse dichter Publius Vergilius Maro is in 70 v.Chr. in Mantua geboren.
De componist Claudio Monteverdi was vanaf ca. 1590 in dienst van de hertog van Mantua en heeft er een aantal van zijn belangrijke werken geschreven.
De beschermheilige van de stad is Anselmus van Lucca.
De stad is grotendeels omgeven door meren: het lago inferiore, lago di mezzo en lago superiore. Het is mogelijk om boottochten te maken. Bijzonder is dat in deze meren (als enige plek in Europa) lotusbloemen in het wild groeien. Deze bloemen zijn in de eerste helft van de twintigste eeuw daarheen meegenomen, en gedijden daar onverwacht zo goed, dat de planten regelmatig machinaal afgesneden moeten worden om te voorkomen dat het hele meer ermee dichtgroeit. Bijzonder aan lotusbloemen is dat de grote bladeren ervan waterdicht zijn (water blijft erin staan).

## Bezienswaardigheden
- Basilica di Sant'Andrea di Mantova
- Palazzo ducale en Castello di San Giorgio
- Casa del Mantegna
- Palazzo del Te
- Teatro Bibiena

## Geboren
- Publius Vergilius Maro (70 v.Chr. - 19 v.Chr.), Romeins dichter
- Mathilde van Toscane (1046-1115), markgravin van Toscane, la Grande Contessa
- Eleonora Gonzaga (1630-1686), keizerin van het Heilige Roomse Rijk
- Giovanni Arrivabene (1786-1881), econoom en politicus
- Gino Fano (1871-1952), wiskundige
- Roberto Boninsegna (1941), voetballer
- Alberto Jori (1965), filosoof en Aristoteles-onderzoeker
- Simone Bertoletti (1974), wielrenner
- Edoardo Affini (1996), wielrenner

## Overleden
- Tazio Nuvolari (1892-1953), autocoureur
- Luigi Tasselli (1901-1971), wielrenner
- Giacomo Gaioni (1905-1988), wielrenner